# 广州环城高速公路
廣州環城高速公路位於中华人民共和国廣東省廣州市及佛山市南海区，是中国大陆首條環繞城市的高速公路，中国国家高速公路网編號：S81（粤高速81號），其中北环段与S15广佛高速公路共线，全线设有路灯照明。

## 概况

广佛高速在广东高速路网中的位置

工程於1987年1月18日動工，全長60公里，总投资63亿元。分為東、南、西及北環4段。沙贝至广清段1989年8月1日通车；广清至广花段1990年7月3日试通车，12月2日正式通车；1993年12月18日北环全线通车；广氮至东圃段1997年10月底通车；东圃至三滘段1999年2月12日通车；同年12月2日南海至浔峰洲段通车；2000年6月26日全线通车。
東環由黃村立交起，跨過廣園快速路、廣深鐵路、中山大道及黃埔大道，以東圃大橋跨過珠江北帝沙航道至海珠區新洲轉入南環，限速80km/h。
南環由海珠區新洲立交起，經侖頭村、小洲村、三滘立交，以丫髻沙大橋跨過珠江丫髻沙航道至荔灣區芳村南東沙開發區，跨過東沙大道及花地大道至海南立交轉入西環，限速80km/h。
西環由芳村海南立交起向北，經過增滘立交，官田村，跨過广茂铁路，廣佛公路，珠江西航道至沙貝立交轉入北環，限速80km/h。
北環是環城高速公路最繁忙的路段，由沙貝立交起，向東經金沙洲、橫沙村再到達增槎路，跨京廣鐵路至三元里，以高架橋架於廣園路上，到達大金鐘路附近回落於白雲山山腰，以白雲隧道穿越白雲山到達沙河，跨越廣州大道及天源路後抵達岑村立交，與華南快速幹線相交，在黃村立交結合成環城高速公路，限速100km/h。

## 历史
東南西環高速公路由香港合和公路基建、長江基建及廣州市通達高速公路合资兴建，三者各持有广州东南西环高速公路有限公司45％、45％和10％權益，原计划2032年1月归还政府。由于高速需收费，导致较少车辆利用，闲置情况严重。为调节路网交通平衡，广州市政府决定回购东南西环公司。2007年，長建、合和公路與廣州通達定立協議，向其出售該路段之所有權益，代價分別為17.13億元和12.22億元人民幣。当年9月21日起，東南西環停止收费，并納入年票制范围。调整后，由廣州交通投資集團屬下的广州市环城高速公路北环营运公司（后更名广州交投城市道路建设有限公司）負責日常管養。
2012年6月1日，广氮主线收费站撤销，广州区域高速公路与深圳区域、珠三角区域高速公路网实现联网收费。
2024年3月23日，北环高速停止收费，广州环城高速全线实现免费通车，沿线收费站点收费亭拆除，只保留自助计费设备用于对其他高速路网的计费。

## 互通枢纽和服务设施
| 地区                                                                                         | 里程   | 类型                              | 名称             | 连接                                 | 说明                                                      |
| 共线段                                                                                       | 共线段 | 共线段                            | 共线段           | 共线段                               | 共线段                                                    |
| -------------------------------------------------------------------------------------------- | ------ | --------------------------------- | ---------------- | ------------------------------------ | --------------------------------------------------------- |
| 广州市 白云区                                                                                |        | (60)                              | 沙贝             | 广佛高速公路                         | 共线段终点                                                |
| 广州市 白云区                                                                                |        | (3)                               | 广清             | 广清高速公路 增槎路 内环路           |                                                           |
| 广州市 白云区                                                                                |        | (6)                               | 广花             | 广州机场高速公路 三元里大道 广园西路 | 广州站 省汽车客运站 广州白云国际机场 经广园西路可至内环路 |
| 广州市 白云区                                                                                |        | (9)                               | 广园             | 广园中路                             | 东行 广园客运站 白云山                                    |
| 广州市 天河区                                                                                |        | (14)                              | 广汕 广从        | 燕岭路 沙太南路                      | 沙河(环岛)立交                                            |
| 广州市 天河区                                                                                |        | (18)                              | 岑村             | 华南快速路 天源路                    | 天河客运站                                                |
| 广州市 天河区                                                                                |        | (20)                              | 科韵路           | 科韵路                               |                                                           |
| 广州市 天河区                                                                                |        | 停车场 · 加油设施 · 修车站 · 餐厅 | 广氮             | 广氮                                 |                                                           |
| 广州市 天河区                                                                                |        | (22)                              | 广氮 黄村        | 广深高速公路                         | 北环终点，东环起点 共线段起点                             |
| 广州市 天河区                                                                                |        | 停车场 · 加油设施 · 修车站 · 餐厅 | 黄村加油站       | 黄村加油站                           |                                                           |
| 广州环城高速                                                                                 |        |                                   |                  |                                      |                                                           |
| 广州市 天河区                                                                                |        | 主线收费站                        | 黄村主线收费站   | 黄村主线收费站                       |                                                           |
| 广州市 天河区                                                                                |        | 枢纽                              | 大观路           | 广园快速路 车陂路 大观路             |                                                           |
| 广州市 天河区                                                                                |        | 出入口                            | 东圃             | 中山大道东 黄埔大道东                | 东圃客运站                                                |
| 广州市 海珠区                                                                                |        | 出入口                            | 新洲             | 新化快速路 新港东路                  | 广交会展馆 东环终点，南环起点 需经新港东路前往新化快速路  |
| 广州市 海珠区                                                                                |        | 枢纽                              | 仑头             | 南沙港快速路 科韵路                  |                                                           |
| 广州市 海珠区                                                                                |        | 枢纽                              | 土华             | 华南快速路 华泰路 小洲路             |                                                           |
| 广州市 海珠区                                                                                |        | 枢纽                              | 南洲             | 新光快速路                           |                                                           |
| 广州市 海珠区                                                                                |        | 出入口                            | 三滘             | 洛溪大桥 广州大道南 南洲路           | 海珠客运站                                                |
| 广州市 荔湾区                                                                                |        | 枢纽                              | 东沙             | 东新高速公路 东沙大道                | 广州南站                                                  |
| 广州市 荔湾区                                                                                |        | 枢纽                              | 海南 南丫        | 广珠西线高速公路 花地大道南          | 南环终点，西环起点                                        |
| 广州市 荔湾区                                                                                |        | (52)                              | 增漖             | 龙溪大道 海八路                      | 芳村客运站                                                |
| 佛山市 南海区                                                                                |        | (56)                              | 黄岐             | 广佛公路 佛山一环 广佛新干线 穗盐路  | 滘口汽车客运站                                            |
| 广州市 白云区                                                                                |        | (59)                              | 浔峰洲           | 建设大道                             |                                                           |
| 广州市 白云区                                                                                |        | 主线收费站                        | 浔峰洲主线收费站 | 浔峰洲主线收费站                     | 西环终点，北环起点                                        |
| 1.000 英里 = 1.609 千米；1.000 千米 = 0.621 英里 并行路段 • 已关闭／取消 • 限制进入 • 未开放 |        |                                   |                  |                                      |                                                           |